# Open Pau-Pyrénées 2019
L'Open Pau-Pyrénées 2019, noto come Teréga Open Pau-Pyrénées per motivi di sponsorizzazione, è stato un torneo maschile di tennis professionistico. È stata la 1ª edizione del torneo, facente parte della categoria Challenger 90 nell'ambito dell'ATP Challenger Tour 2019, con un montepremi di 69 280 €. Si è giocato dal 25 febbraio al 3 marzo 2019 sui campi in cemento indoor del Palais des Sports di Pau, in Francia.

## Partecipanti

### Teste di serie
| Nazionalità | Giocatore          | Ranking* | Testa di serie |
| ----------- | ------------------ | -------- | -------------- |
| Francia     | Grégoire Barrère   | 130      | 1              |
| Italia      | Simone Bolelli     | 136      | 2              |
| Ucraina     | Sergiy Stakhovsky  | 141      | 3              |
| Kazakistan  | Alexander Bublik   | 149      | 4              |
| Francia     | Quentin Halys      | 165      | 5              |
| Germania    | Daniel Brands      | 170      | 6              |
| Austria     | Sebastian Ofner    | 175      | 7              |
| Italia      | Lorenzo Giustino   | 185      | 8              |
| Slovacchia  | Filip Horanský     | 190      | 9              |
| Italia      | Stefano Napolitano | 196      | 10             |
| Regno Unito | Jay Clarke         | 197      | 11             |
| Germania    | Tobias Kamke       | 205      | 12             |
| Svezia      | Mikael Ymer        | 206      | 13             |
| Belgio      | Arthur De Greef    | 209      | 14             |
| Rep. Ceca   | Adam Pavlásek      | 214      | 15             |
| Paesi Bassi | Tallon Griekspoor  | 215      | 16             |

- Ranking al 18 febbraio 2019.

### Altri partecipanti
I seguenti giocatori hanno ricevuto una wild card per il tabellone principale:
- Mathias Bourgue
- Evan Furness
- Tristan Lamasine
- Lény Mitjana
- Alexandre Müller

I seguenti giocatori hanno utilizzato il loro ranking ITF per entrare nel tabellone principale:
- Javier Barranco Cosano
- Raul Brancaccio
- Peter Heller
- Roman Safiullin

I seguenti giocatori sono entrati in tabellone come alternate:
- Laurynas Grigelis
- Carlos Taberner
- Andrea Vavassori

I seguenti giocatori sono passati dalle qualificazioni:
- Steve Darcis
- Grégoire Jacq

## Punti e montepremi
| Torneo    | Torneo              | V     | F     | SF    | QF    | 3T    | 2T  | 1T  | Q | Q1 |
| Singolare | Punti               | 90    | 55    | 33    | 17    | 8     | 5   | 0   | 0 | 0  |
| Singolare | Premi in denaro (€) | 9 200 | 5 400 | 3 250 | 1 850 | 1 100 | 660 | 330 | – | –  |
| Doppio    | Punti               | 90    | 55    | 33    | 17    | –     | –   | 0   | – | –  |
| Doppio    | Premi in denaro (€) | 3 950 | 2 350 | 1 380 | 850   | –     | –   | 460 | – | –  |

## Campioni

### Singolare
Alexander Bublik ha sconfitto in finale  Norbert Gombos con il punteggio di 5–7, 6–3, 6–3.

### Doppio
Scott Clayton /  Adil Shamasdin hanno sconfitto in finale  Sander Arends /  Sam Weissborn con il punteggio di 7–6(4), 5–7, [10–8].